# Bonjour (dARI)
Bonjour è un brano musicale del gruppo musicale italiano Dari, estratto come terzo singolo dall'album In testa.
Il brano è stato scritto da Dario Pirovano e Domenico Capuano.
Il video musicale prodotto per Bonjour è stato presentato in anteprima sul sito web de La Stampa il 29 ottobre 2010.